# Himmel över Malmö
Himmel över Malmö är en svensk dokumentärfilm från 1994 i regi av Torgny Schunnesson. Filmen skildrar Malmö som stad och dess medborgare med olika bakgrunder.